# Société d'encouragement à l'art et à l'industrie
Pour les articles homonymes, voir Société d'encouragement.
La Société d'encouragement à l'art et à l'industrie (SEAI) est une ancienne société savante, aujourd'hui l'Institut pour les Savoir-Faire Français, fondée[Où ?] en 1889 par Gustave Larroumet, directeur de l'École des Beaux-Arts, et Gustave Sandoz, bijoutier parisien fondateur du Comité français des expositions. 

## But
La SEAI est reconnue comme établissement d'utilité publique par décret du 21 janvier 1905, son but étant : 

« Le développement des arts appliqués à la décoration et à l'industrie par la collaboration de l'État et des initiatives privées, et le renouvellement des modèles des industries d'art par la coopération rationnelle de l'artiste, de l'industriel, de l'éditeur, de l'artisan, de l'ouvrier d'art. »

## Histoire
Constituée par des personnalités du monde des arts et de l'industrie, la SEAI suit la création de l’Union centrale des arts appliqués à l’industrie en 1863, puis de l’Union centrale des arts décoratifs en 1882, dont l'objectif commun est la sensibilisation aux arts des créateurs impliqués dans la production industrielle. Son premier objectif est d'aider les artistes, artisans, ouvriers d’art ayant contribué à rénover les arts appliqués dans l'industrie. Dans ce but, elle supervise différents concours, salons, écoles et entreprises.
La SEAI s'implique notamment dans le Salon des artistes décorateurs, dans les expositions internationales ou encore dans le Salon des arts ménagers. Elle gagne en importance avec le style Art déco mais elle s'oriente implicitement vers l'industrie du luxe et l'artisanat, alors présentés comme les atouts de la Production nationale. Après la Libération, la SEAI reste très active alors que se met en place la Société industrielle - ses choix s'orientant vers la gamme qualitative des produits industriels.
Cependant, comme pour le Salon des artistes décorateurs, la SEAI peine de plus en plus à se situer entre l'industrie et l'artisanat. En 1976, la composante véritablement industrielle est finalement abandonnée et la SEAI renommée Société d'encouragement aux métiers d’art (SEMA), sous tutelle du secrétariat d'État chargé du commerce.
En 2010, la SEMA devient l'Institut national des métiers d'art (INMA) et ses activités se limitent strictement à l'artisanat d'art. En octobre 2019, l'INMA se voit confier la mission par l'Etat de la gestion et la promotion du label Entreprise du patrimoine vivant jusqu'en 2024. La mission de l'INMA évolue vers une approche systémique de l'écosystème des métiers d'art et des savoir-faire d'exception et ainsi de renouer avec la mission première de la SEAI.
En 2024, L'INMA devient l'Institut pour les Savoir-Faire Français.

## Prix
La SEAI a initié de multiples prix : 
- en 1934, le grand prix du cinéma français ;
- en 1948, le grand prix de l'art et de l'industrie automobiles français ;
- en 1950, le prix René-Gabriel du meuble de série.

La SEAI s'est également rendue célèbre par la distribution de nombreuses « plaquettes », un prix officiel accompagné d'une récompense financière, remis aux créateurs ayant œuvré pour l'art ou l'industrie.

Plaquette de la SEAI gravée par Oscar Roty, récompense décernée à Georges Béal lors du Salon des artistes français de 1922
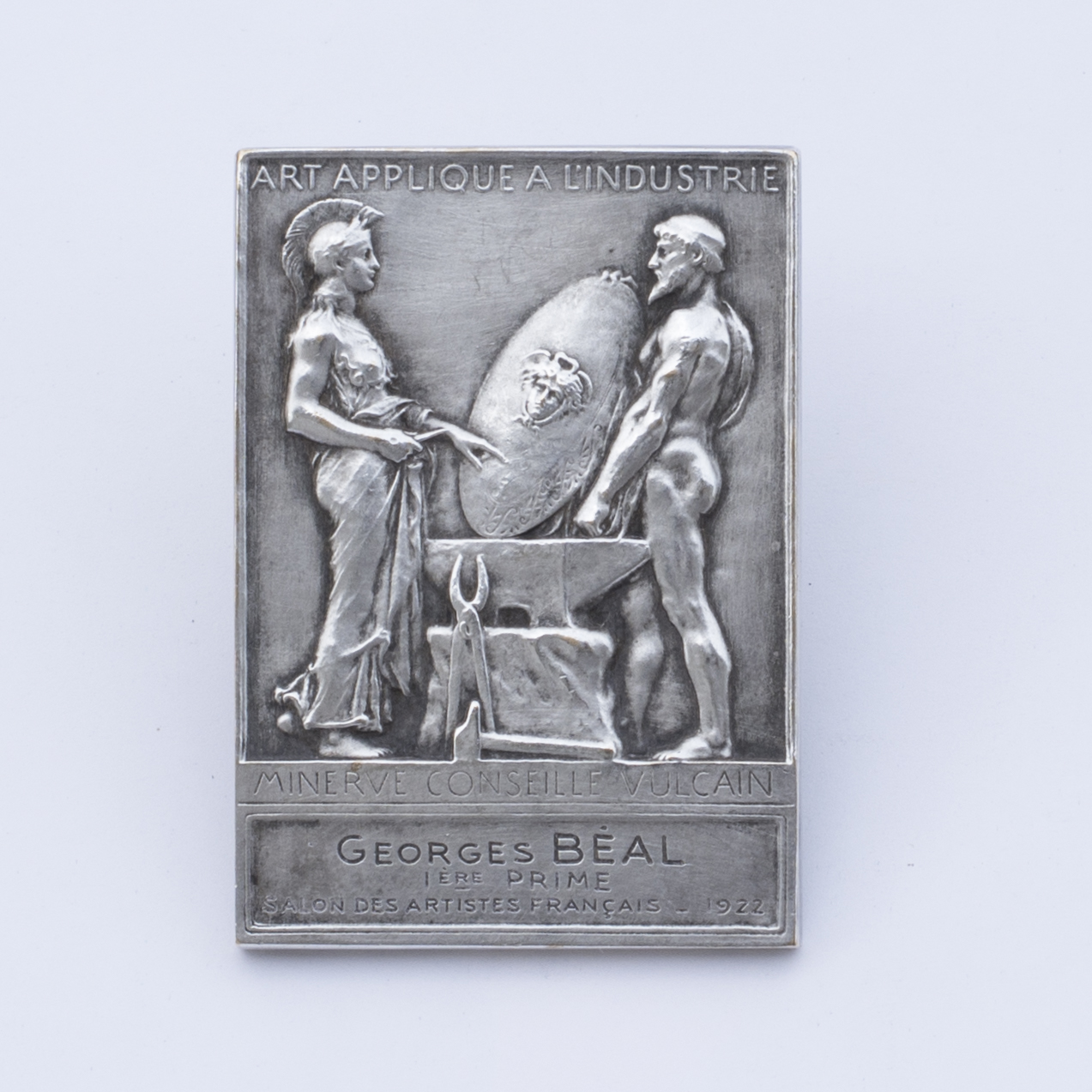
Avers.
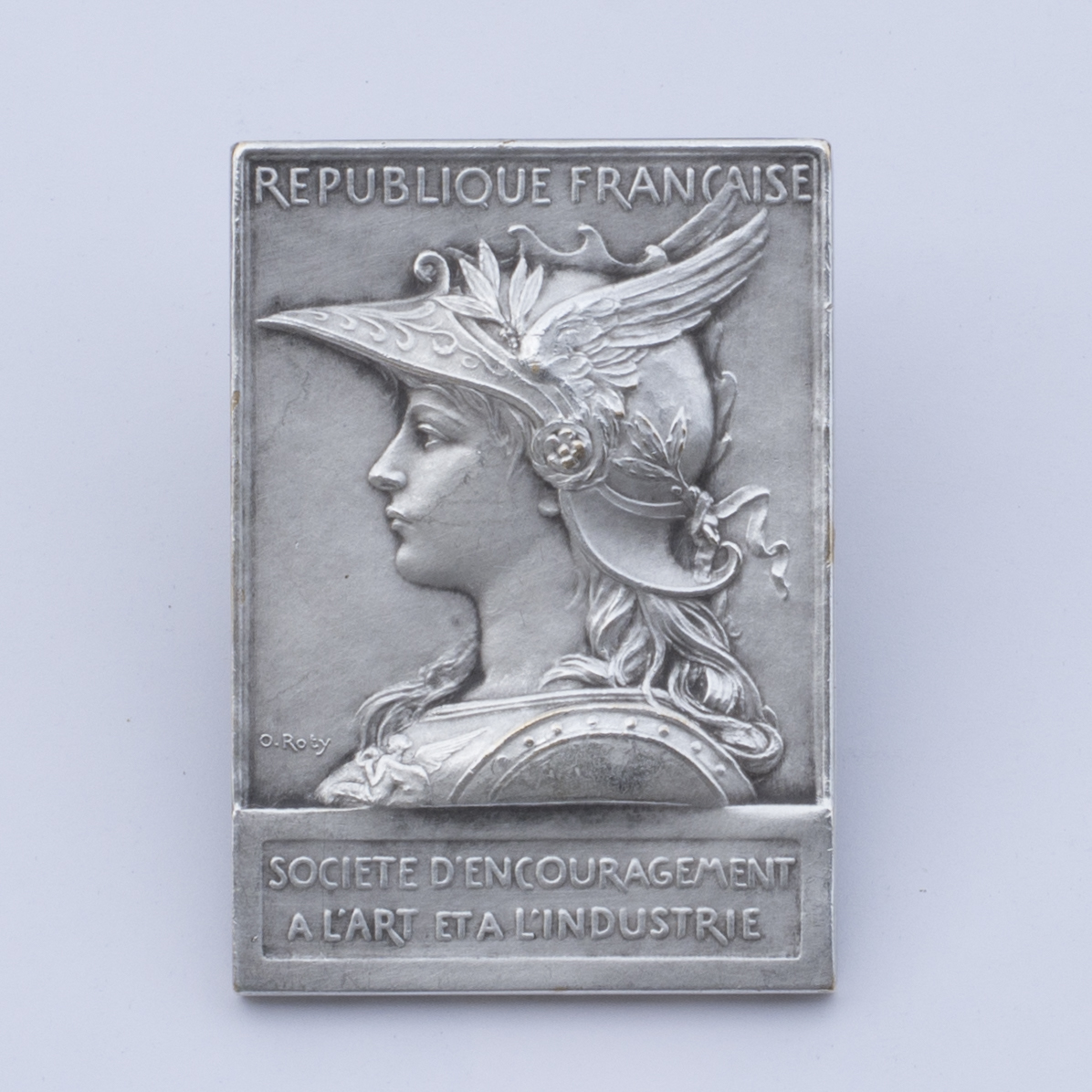
Revers.